# Покровка (зупинний пункт)
Покро́вка — пасажирський залізничний зупинний пункт Куп'янської дирекції Південної залізниці
Розташований у смт Новопокровка Чугуївський район Харківської області на лінії Зелений Колодязь — Коробочкине між станціями Мохнач (5 км) та Есхар (2 км).

## Пасажирське сполучення
| Маршрути приміських поїздів |
| --------------------------- |
| Лосєве — Гракове            |
| Гракове — Лосєве            |
| Лосєве — Занки              |
| Занки — Лосєве              |